# Colt .45 (serie televisiva)
Colt. 45 è una serie televisiva statunitense in 67 episodi trasmessi per la prima volta nel corso di 3 stagioni dal 1957 al 1960.
È una serie western incentrata sulle vicende dell'agente del governo in incognito Christopher Colt, in apparenza commesso viaggiatore e venditore di pistole. Nella seconda stagione il protagonista viene affiancato dal personaggio di Sam Colt Jr., cugino di Christopher. È basata sul film Colt .45 del 1950.

## Personaggi e interpreti

### Personaggi principali
- Christopher Colt (67 episodi, 1957-1960), interpretato da Wayde Preston.

### Personaggi secondari
- Colonnello Parker (5 episodi, 1957-1958), interpretato da Kenneth MacDonald.
- Sam Colt Jr. (4 episodi, 1959-1960), interpretato da Donald May.
- Colonnello Tomkin (4 episodi, 1958-1960), interpretato da Arthur Space.
- Larkin (4 episodi, 1957-1960), interpretato da Charles E. Fredericks.
- Capitano Thane (4 episodi, 1958-1960), interpretato da Don 'Red' Barry.
- Sceriffo 'Woody' Woods (3 episodi, 1958-1960), interpretato da Craig Duncan.
- Bill Hodges (3 episodi, 1957-1960), interpretato da Richard Garland.
- Jeannie O'Mara (3 episodi, 1958-1960), interpretata da Kasey Rogers.
- Duke Blaine (3 episodi, 1957-1960), interpretato da Paul Picerni.
- Harriet Brenner (3 episodi, 1957-1959), interpretata da Jaclynne Greene.
- Bosun Boggs (3 episodi, 1958-1960), interpretato da Robert Foulk.
- Doc Holliday (3 episodi, 1959), interpretato da Adam West.
- Bill Mannix (3 episodi, 1960), interpretato da Robert Colbert.
- Dave (2 episodi, 1957), interpretato da Peter Brown.
- Sceriffo Jed Dailey (2 episodi, 1958-1960), interpretato da Charles Cooper.
- Dottie Hampton (2 episodi, 1959-1960), interpretato da Ruta Lee.
- Mike O'Tara (2 episodi, 1959-1960), interpretato da Ray Teal.
- Cade Bluestone (2 episodi, 1957-1958), interpretato da John Cliff.
- Ab Saunders (2 episodi, 1957-1958), interpretato da Michael Dante.
- Giudice Roy Bean (2 episodi, 1958-1959), interpretato da Frank Ferguson.
- Dan Thorne (2 episodi, 1959-1960), interpretato da John McCann.

## Produzione
La serie fu prodotta da Warner Bros. Television e girata negli studios della Warner Brothers a Burbank in California. Le musiche furono composte da Paul Sawtell e Bert Shefter.

### Registi
Tra i registi sono accreditati:
- Lee Sholem in 8 episodi (1958-1960)
- Leslie H. Martinson in 6 episodi (1958-1959)
- William J. Hole Jr. in 5 episodi (1958-1960)
- Herbert L. Strock in 5 episodi (1959-1960)
- Franklin Adreon in 4 episodi (1957-1958)
- Alan Crosland Jr. in 3 episodi (1957-1959)
- Edward Bernds in 3 episodi (1957)
- Lew Landers in 3 episodi (1960)
- Walter Grauman in 2 episodi (1957)
- Douglas Heyes in 2 episodi (1957)
- Abner Biberman in 2 episodi (1958)
- George Waggner in 2 episodi (1959-1960)
- Paul Guilfoyle in 2 episodi (1959)
- Emory Horger in 2 episodi (1959)

### Sceneggiatori
Tra gli sceneggiatori sono accreditati:
- Irwin Winehouse in 7 episodi (1959-1960)
- A. Sanford Wolfe in 7 episodi (1959-1960)
- William F. Leicester in 5 episodi (1957-1960)
- Jack Emanuel in 5 episodi (1959)
- W. Hermanos in 5 episodi (1960)
- James Barnett in 4 episodi (1959)
- Frederick Brady in 3 episodi (1957-1958)
- Roy Huggins in 2 episodi (1957-1960)
- William Driskill in 2 episodi (1957-1959)
- Wells Root in 2 episodi (1957-1959)
- Howard Browne in 2 episodi (1958-1960)
- David Lang in 2 episodi (1958)
- Dean Riesner in 2 episodi (1959-1960)
- Lee Loeb in 2 episodi (1960)
- Edmund Morris in 2 episodi (1960)

## Distribuzione
La serie fu trasmessa negli Stati Uniti dal 18 ottobre 1957 al 21 giugno 1960 sulla rete televisiva ABC.

## Episodi
| Stagione         | Episodi | Prima TV USA |
| ---------------- | ------- | ------------ |
| Prima stagione   | 26      | 1957-1958    |
| Seconda stagione | 13      | 1959         |
| Terza stagione   | 28      | 1959-1960    |